# Chemistry Education Research and Practice
Chemistry Education Research and Practice (abrégé en Chem. Educ. Res. Pract. ou CERP) est une revue scientifique trimestrielle, s'adressant aux professeurs et aux chercheurs, qui publie des articles sur l'enseignement des sciences chimiques.
D'après le Journal Citation Reports, le facteur d'impact de ce journal était de 0,742 en 2009. L'actuel directeur de publication est Stuart Bennett (Open University, Royaume-Uni).

## Histoire
L'actuel journal est la réunion de deux titres :
- University Chemistry Education (UChemEd), 1997-2004  (ISSN 1369-5614)[3]
- Chemistry Education: Research and Practice in Europe (CERAPIE), 2000-2004  (ISSN 1109-4028)[4]